# Amphinema krampi
Amphinema krampi är en nässeldjursart som beskrevs av Russell 1956. Amphinema krampi ingår i släktet Amphinema och familjen Pandeidae. Inga underarter finns listade i Catalogue of Life.